# Canobius
Canobius is een geslacht van uitgestorven straalvinnige beenvissen uit het Vroeg-Carboon van Europa.

## Kenmerken
Canobius was een kleine 7 centimeter lange vis. In de schedel van deze vissen staan de bovenkaakbeenderen en het os hyomandibulare, dat de bovenkaken aan de hersenschedel hecht, rechtop. Hierdoor hingen de kaken van Canobius verticaal onder de schedel en konden ze de bek verder openen, terwijl de kieuwen tegelijkertijd verder uitgezet konden worden. Op die manier kon de hoeveelheid water die de bek en de kieuwen passeerde vergroot worden. Zo werd de ademhaling efficiënter en kon de vis actiever zijn. Tegelijkertijd kon de vis zo meer plankton uit het water filteren.

## Verspreiding en leefgebied
Vondsten zijn bekend uit Europa, met name Schotland.

## Soorten
- Canobius elegantulus Traquair, 1881
- Canobius macrocephalus Traquair, 1890
- Canobius politus Traquair, 1881
- Canobius pulchellus Traquair, 1881
- Canobius ramsayi Traquair, 1881